# 奥利戈维奇系
奥利戈维奇系（俄語：Ольговичи）是留里克王朝王室的一个分支，他們是智者雅罗斯拉夫的孙子奥列格·斯维亚托斯拉维奇的后裔。